# Raoul Paoli
Raoul Paoli (Courtalain, Eure i Loir, 24 de novembre de 1887 – París, 23 de març de 1960) va ser un atleta, lluitador, remer i actor francès. El 1900 va prendre part en els Jocs Olímpics de París, on guanyà una medalla de bronze en la prova de dos amb timoner com a timoner de l'equip Rowing Club Castillon. El 1912, 1920, 1924 i 1928 disputà el llançament de pes als Jocs Olímpics, sent la millor posició la novena posició aconseguida el 1924. El 1912 també disputà la lluita grecoromana i fou l'encarregat de dur la bandera francesa en la inauguració dels Jocs. El 1928 finalitzà en 29a posició en la prova del llançament de disc.
Paoli va ser campió de França en boxa i rugbi, amb l'Stade Français. Va jugar tres partits internacionals de rugbi amb l'equip nacional francès entre 1911 i 1912. Durant la dècada de 1920 va tenir una relació sentimental amb l'atleta Violeta Morris. En 1933 va ser cofundador la Federació Francesa de Lluita Lliure Professional.

## Principals films
- La Souriante Madame Beudet (1922)
- Madame Sans-Gêne (1925)
- The Coward (1927)
- Beau Sabreur (1928)
- The Big Trail (1931)